# The Bootleg Series Vol. 6: Bob Dylan Live 1964, Concert at Philharmonic Hall
| Recensione     | Giudizio |
| -------------- | -------- |
| Allmusic       | [ 1 ]    |
| Music Box      | [ 2 ]    |
| Pitchfork      | 9.1/10   |
| Tiny Mix Tapes | [ 4 ]    |
| NME            | 10/10    |

The Bootleg Series Vol. 6: Bob Dylan Live 1964, Concert at Philharmonic Hall è la completa registrazione di un concerto tenuto da Bob Dylan il 31 ottobre 1964, lo show di "Halloween" tenutosi alla Philharmonic Hall di New York City. Il doppio CD è stato pubblicato dalla Columbia Records nel marzo del 2004.

## Descrizione
Le canzoni eseguite da Dylan durante l'esibizione, attingono in prevalenza dal suo repertorio di "canzoni di protesta sociale", come ad esempio The Times They Are a-Changin’, A Hard Rain's a-Gonna Fall, e The Lonesome Death of Hattie Carroll. Joan Baez, duetta con Dylan in tre brani, e ne canta uno da sola (Silver Dagger). Inoltre, Dylan eseguì anche versioni embrionali di tre canzoni che sarebbero apparse sul suo prossimo album in studio Bringing It All Back Home. Nuove composizioni come It's Alright, Ma (I'm Only Bleeding) e Mr. Tambourine Man rivelano un Dylan che si muove in nuove direzioni musicali, immergendosi maggiormente in evocativi, testi a flusso di coscienza, allontanandosi dalle tematiche sociali e dalle canzoni di denuncia. Anche se stava per esplorare nuovi orizzonti, all'epoca Dylan era ancora considerato un simbolo dei diritti civili e del movimento pacifista, e il concerto di Halloween del 1964 cattura Dylan proprio in questo periodo di metamorfosi artistica.
L'album debuttò al numero 28 della classifica di Billboard il 17 aprile 2004. Rimase per quattro settimane in classifica. in Gran Bretagna il disco raggiunse la posizione numero 33.
Il concerto di Halloween del 1964 era stato in precedenza già reso disponibile in numerosi bootleg non ufficiali sia in CD che in vinile, ma queste edizioni erano spesso incomplete e caratterizzate da una cattiva qualità sonora. The Bootleg Series Vol. 6 presenta invece l'intero concerto per la prima volta riversato in digitale dai nastri originali.

## Tracce
- Tutti i brani, eccetto Silver Dagger (tradizionale), sono scritti da Bob Dylan.

### Disco 1
1. The Times They Are a-Changin' – 3:29
2. Spanish Harlem Incident – 3:07
3. Talkin' John Birch Paranoid Blues – 4:06
4. To Ramona – 6:01
5. Who Killed Davey Moore – 4:46
6. Gates of Eden – 8:32
7. If You Gotta Go, Go Now (Or Else You Got to Stay All Night) – 4:06
8. It's Alright, Ma (I'm Only Bleeding) – 11:26
9. I Don't Believe You (She Acts Like We Never Have Met) – 4:01
10. Mr. Tambourine Man – 6:33
11. A Hard Rain's A-Gonna Fall – 7:44

### Disco 2
1. Talkin' World War III Blues – 5:52
2. Don't Think Twice, It's All Right – 4:34
3. The Lonesome Death of Hattie Carroll – 6:57
4. Mama, You Been on My Mind – 3:35 – (con Joan Baez)
5. Silver Dagger – 3:47 – (con Joan Baez)
6. With God on Our Side – 6:17 – (con Joan Baez)
7. It Ain't Me Babe – 5:11 – (con Joan Baez)
8. All I Really Want to Do – 4:01

## Formazione
- Bob Dylan - voce, chitarra, armonica
- Joan Baez - voce
- Steven Berkowitz - produzione
- Jeff Rosen - produzione